# Timothy Ratajczak
Timothy Ratajczak (ur. w Baltimore, w stanie Maryland) – amerykański scenarzysta i producent filmowy.

## Filmografia

### filmy
- 2006: Ukryte sekrety (Hidden Secrets)
- 2009: Wybór Sary (Sarah's Choice)
- 2010: Holyman Undercover
- 2010: Spotkanie (The Encounter)
- 2011: Marriage Retreat
- 2012: Apostoł Piotr i Ostatnia Wieczerza (Apostle Peter and the Last Supper)
- 2013: Księga Estery (The Book of Esther)

- 2010: Spotkanie (The Encounter)